# David Babunski
David Babunski, mais conhecido como Babunski (Skopje, 1 de março de 1994) é um futebolista macedônio que atua como meia. Atualmente joga pelo Yokohama F. Marinos.

## Carreira

### Categorias de base
Babunski chegou na La Masia em 2006, com 10 anos. Foi subindo de categorias e se destacando em todas elas.

### Barcelona B
Foi incorporado de vez ao Barcelona B na temporada 2013–14, junto com outros seis companheiros de base. Após 10 anos no time B dos Blaugranas, Babunski saiu em janeiro de 2016, depois da rescisão do contrato.

### Estrela Vermelha
Em 26 de janeiro, assinou com o Estrela Vermelha, atuando em 11 jogos durante a campanha do 27º título nacional da história do clube de Belgrado. Um ano depois, rescindiu o vínculo por decisão própria.

### Yokohama F. Marinos
Assinou com o Yokohama F. Marinos em janeiro de 2017, juntamente com o português Hugo Vieira, seu ex-companheiro no Estrela Vermelha.

### Seleção Macedônia
Em 25 de maio de 2012, marcou seu primeiro gol pela Seleção Sub-21. Estreou pela Seleção Profissional em 14 de agosto de 2013, contra a Bulgária em Skopje.

## Vida pessoal
É filho do ex-jogador e atual treinador da Seleção Macedônia Sub-21 Boban Babunski e irmão do ex-atacante das categorias de base do Real Madrid Dorian Babunski.